# Мариус Трезор
Мариу́с Трезо́р (на френски: Marius Trésor) е бивш френски футболист и дългогодишен състезател на националния отбор по футбол на Франция. Играл е на поста защитник. С националния отбор на „петлите“ участва на две световни първенства, като на Мондиал 82 отбелязва второто попадение в полуфинала срещу отбора на Германия. Участва и на Мондиал 78.
През 2004 г. е посочен от Пеле като един от 125-те най-велики живи футболисти в света.

## Успехи
Аячо
- Футболист на годината във Франция (France-Football) (1): 1972

 Олимпик Марсилия
- Купа на Франция (1): 1976
- Лига 1
  - Вицешампион (1): 1974 – 75

 Бордо
- Шампион на Франция (1): 1983 – 84
  - Бронзов медалист (2): 1980 – 81 и 1982 – 83

 Франция
- 4-то място – Мондиал 82